# I-League
A I-League é um dos principais campeonatos de futebol profissional da Índia, sendo equivalente à segunda divisão do país.
Disputado desde 1996, quando se chamava National Football League, é formado por 14 equipas. Promove para a Superliga Indiana (a primeira divisão) e rebaixa para a I-League 2nd Division.

## Times

### Temporada 2019–20
| Nome               | Localização                | Estádio                              | Capacidade   |
| ------------------ | -------------------------- | ------------------------------------ | ------------ |
| Aizawl             | Aizawl, Mizoram            | Estádio Rajiv Gandhi                 | 20.000       |
| Chennai City       | Coimbatore, Tâmil Nadu     | Estádio Jawaharlal Nehru             | 30.000       |
| Churchill Brothers | Margão, Goa                | Estádio Fatorda                      | 20.000       |
| East Bengal        | Calcutá, Bengala Ocidental | Estádio Salt Lake                    | 85.000       |
| Gokulam Kerala     | Calecute, Querala          | Estádio EMS                          | 80.000       |
| Indian Arrows      | Vasco da Gama, Goa         | Estádio Tilak Maidan Estádio Kalinga | 5.000 15.000 |
| Mohun Bagan        | Kalyani, Bengala Ocidental | Estádio Salt Lake                    | 85.000       |
| NEROCA             | Imphal, Manipur            | Estádio Khuman Lampak Main           | 35.000       |
| Punjab             | Ludhiana, Punjab           | Estádio Guru Nanak                   | 15.000       |
| Real Kashmir       | Srinagar, Jammu e Caxemira | TRC Turf Ground                      | 15.000       |
| TRAU               | Imphal, Manipur            | Estádio Khuman Lampak Main           | 35.000       |

## Vencedores
| Época   | Campeão               |
| ------- | --------------------- |
| 1996-97 | JCT Mills FC          |
| 1997-98 | Mohun Bagan AC        |
| 1998-99 | Salgaocar FC          |
| 1999-00 | Mohun Bagan AC        |
| 2000-01 | East Bengal           |
| 2001-02 | Mohun Bagan AC        |
| 2002-03 | East Bengal           |
| 2003-04 | East Bengal           |
| 2004-05 | Dempo SC              |
| 2005-06 | Mahindra United       |
| 2006-07 | Dempo SC              |
| 2007-08 | Dempo SC              |
| 2008-09 | Churchill Brothers SC |
| 2009-10 | Dempo SC              |
| 2010-11 | Salgaocar FC          |
| 2011-12 | Dempo SC              |
| 2012-13 | Churchill Brothers SC |
| 2013-14 | Bengaluru FC          |
| 2014-15 | Mohun Bagan AC        |
| 2015-16 | Bengalaru FC          |
| 2016-17 | Aizawl FC             |
| 2017-18 | Minerva Punjab        |
| 2018-19 | Chennai City          |

## Títulos por Clube
| Clube                 | Títulos | Anos dos títulos                             |
| --------------------- | ------- | -------------------------------------------- |
| Dempo SC              | 5       | 2004-05, 2006-07, 2007-08, 2009-10 e 2011-12 |
| Mohun Bagan AC        | 4       | 1997-98, 1999-00, 2001-02 e 2014-15          |
| East Bengal FC        | 3       | 2000-01, 2002-03 e 2003-04                   |
| Churchill Brothers SC | 3       | 2008-09, 2012-13 e 2024-25                   |
| Bengalaru FC          | 2       | 2013-14 e 2015-16                            |
| Salgaocar FC          | 2       | 1998-99 e 2010-11                            |
| Mahindra United       | 1       | 2005-06                                      |
| Aizawl FC             | 1       | 2017                                         |
| JCT Mills FC          | 1       | 1996-97                                      |
| Minerva Punjab        | 1       | 2017-18                                      |
| Chennai City          | 1       | 2018-19                                      |